# REXX
REXX (REstructured eXtended eXecutor) er et fortolket programmeringssprog som er udviklet af IBM. Det er et struktureret højniveausprog som er designet til både at være nemt at lære og nemt at læse. Der eksisterer proprietære og open source fortolkere for REXX til adskillige computerplatforme, ligesom der findes oversættere til IBM mainframes. Der findes en ANSI-standard for REXX.

## Implementationer
- BREXX af Grækeren Vassilis N. Vlachoudis.

- Regina Rexx af Anders Christensen (Norge) og Mark Hessling (Australien).

- Open Object Rexx (IBM Common Public License (CPL) v1.0.)